# Lənkəran
Lenkorány vagy Lankaran (azeriül: Lənkəran) város Azerbajdzsán déli részén, a Kaszpi-tenger partján, az iráni határ közelében. Lakossága 226 799 fő (2018). A Lenkorányi kerület mellett helyezkedik el, de független tőle.

## Nevének eredete
A név régi formája "Langarkanan" volt, amely perzsa nyelven azt jelenti, hogy "a horgony(ok) felhúzása": "Langar" (perzsa: لنگر , horgony) + "kan" ( کن , húzni) + "an" ( آن , helyhatározó). Egyes források azonban azt állítják, hogy a tális "Lan Karan" („nádház”) szóból származik, míg más állítás szerint a méd *Lan(a)karan kifejezésből ered, ahol a *karan jelentése „határ, régió, föld”, a Lan pedig valószínűleg egy kaszpi törzs neve volt.

## Története

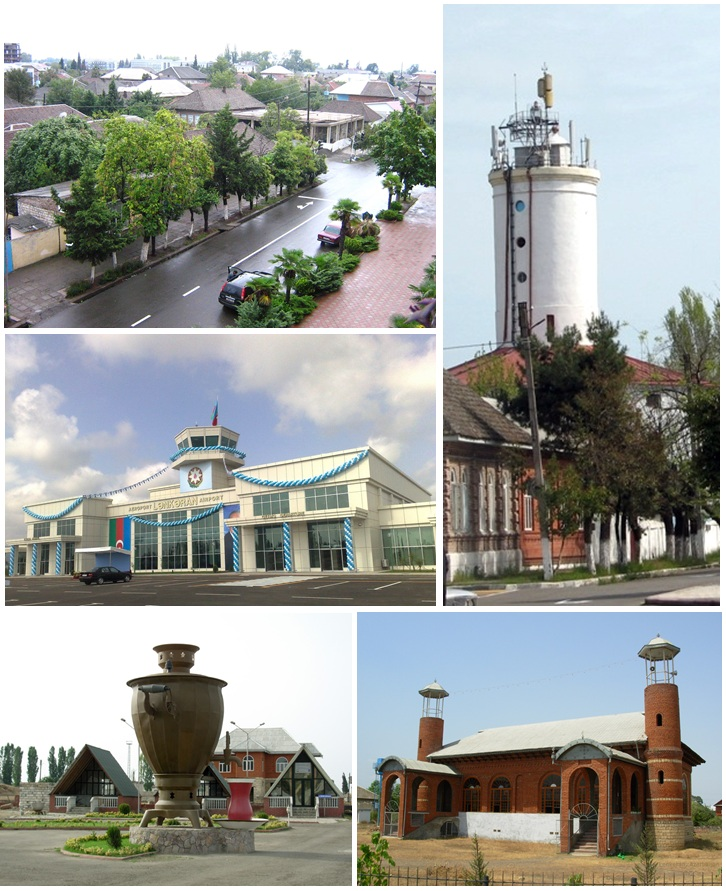
Lenkorány

A várost egy mocsárra építették a hasonló nevű folyó északi partján. A környékén a neolitikumból származó emberi települések nyomai, valamint bronz- és vaskori erődített falvak romjai maradtak fenn.
1747-ben Nádir perzsa sah halála után egy bizonyos Seyyed Abbas alapította a Tális Kánságot, akinek ősei az iráni Szafavida-dinasztia tagjai voltak, és az 1720-as években költöztek a Tális régióba. A kánság megalapításától kezdve 1828-ig az iráni Zand és Kádzsár-dinasztiák uralma alatt állt. A 18. század első felében néhány évig az 1722–1723-as orosz-perzsa háború révén az oroszok szerezték meg a terület feletti irányítást, de 1732-ben a resti szerződés visszajuttatta Perzsiának. Az 1804-1813-as orosz-perzsa háború alatt Kotlyarevszky tábornok, aki a háború alatt a legdélebbi orosz kontingenst vezette, megrohamozta és elfogta Lankaran erődjét. Az 1813-as golisztáni szerződést követően Oroszországnak engedték át. Perzsia később, az 1826-1828-as orosz-perzsa háború alatt újból elfoglalta a várost, de a turkmencsaji szerződés (1828) alapján kénytelen volt visszaadni Oroszországnak, amely a perzsa befolyás határozott végét jelentette a Dél-Kaukázusban.
Az 1917-es orosz forradalom után a település az Azerbajdzsáni Szovjet Szocialista Köztársaság, egyben a Szovjet Szocialista Köztársaság részévé vált, majd rövid ideig az Azerbajdzsáni Demokratikus Köztársaság része volt. 1991-ben a Szovjetunió felbomlása után a független Azerbajdzsán része lett.

## Földrajza
A Kaszpi-tenger partján, Lenkorány közelében homokos strandok találhatók. Az Andjin (felső és alsó) ásványforrások termikus szulfidos, kloridos, nátriumos és kalciumos vizei a várostól 12 km-re nyugatra helyezkednek el. Nyugaton, az azonos nevű falu közelében találhatók a Ballabur kastély romjai.
A régió nemzeti parkjai hatalmas területen helyezkednek el, ahol jelentős állat- és növényvilág került megőrzésre. A Gizil-Agach Állami Rezervátumban több mint 250 fajta növény, 30 halfaj és több mint 220 madárfaj található. Lankaran a parrotia, vagyis a vasfáról is ismert, mely e térségben honos, és a Hirkan Nemzeti Parkban is megtalálható. A helyi mítosz szerint ez az egyetlen fa, amely a vízben elsüllyed, ebből származik a neve (vasfa). A történelem során fűtésre használták, mivel hosszú ideig ég, és nem könnyű eloltani. A nemzeti parkban is él a perzsa leopárd (Panthera pardus saxicolor), a leopárd egyik alfaja.

## Éghajlat
Lenkorány éghajlata a nedves szubtrópusi éghajlat (Köppen éghajlati besorolása: Cfa) és a forró nyári mediterrán éghajlat (Köppen éghajlati besorolás: Csa) között mozog. Hűvös, csapadékos tél és nagyon meleg, részben száraz/nagyon párás nyarak a jellemzők. A maximális csapadékmennyiség 1600 és 1800 mm között van, ami a legnagyobb csapadékmennyiség Azerbajdzsánban.

## Gazdaság
A város környékének jellemzője a zöldségtermesztés, teatermesztés, szarvasmarha-tenyésztés, a citrusfélék, a méhészet, a halászat és a gabonatermesztés. A nedves szubtrópusi éghajlat, a jó szántóföld, a víz és a város elegendő munkaerőforrása kedveznek a mezőgazdasági tevékenységeknek, valamint jó alapot nyújtanak az agrár-feldolgozó vállalkozások fejlődéséhez. A város ad otthont Azerbajdzsán első, 1937-ben épült teagyárának is.

## Közlekedés
A Lankaran nemzetközi repülőtér szolgálja ki a belföldi és nemzetközi utasforgalmat. A repülőtér nemzetközi terminálját 2008 szeptemberében nyitották meg, és a repülőtér egyike Azerbajdzsán legforgalmasabb csomópontjainak. 
A város vasúti összeköttetést is nyújt a belváros történelmi termináljaitól keleten Bakuig és délen Astaráig.

## Itt születtek, itt éltek
- Hazi Aslanov – a második világháború idején a szovjet páncélos csapatok vezérőrnagya.
- Samad bey Mehmandarov – az orosz hadsereg tüzérségi tábornoka, az Azerbajdzsáni Demokratikus Köztársaság védelmi minisztereként szolgált.
- Jahan Talyshinskaya – népi énekes és színházi színésznő.
- Maryam Bayramalibeyova – társadalmi aktivista.

## Fordítás
- Ez a szócikk részben vagy egészben  a   Lankaran című angol Wikipédia-szócikk fordításán alapul.  Az eredeti cikk szerkesztőit annak laptörténete sorolja fel. Ez a jelzés csupán a megfogalmazás eredetét és a szerzői jogokat jelzi, nem szolgál a cikkben szereplő információk forrásmegjelöléseként.